# РК Рајн-Некар Левен
РК Рајн-Некар Левен (њем. Rhein-Neckar Löwen) је њемачки рукометни клуб из Манхајма, Баден-Виртемберг, који се такмичи у Њемачкој Бундеслиги, првом рангу њемачког рукомета.
Клуб је основан 2002. године спајањем клубова TSG Kronau и TSG Baden Östringen. Један је од најпопуларнијих рукометних клубова у Њемачкој. Два пута је био првак државе, два пута је био освајач националног купа, три пута је узео домаћи суперкуп, а 2013. године је био победник ЕХФ купа.

## Успеси

### Домаћи
- Бундеслига Немачке
  -  (2): 2015/16, 2016/17.
- Куп Немачке
  -  (2): 2017/18, 2022/23.
- Суперкуп Немачке
  -  (3): 2016, 2017, 2018.
- Друга Бундеслига Немачке
  -  (1): 2002/03.

### Међународни
- ЕХФ куп
  -  (1): 2012/13.

## Тренутни састав
Од сезоне 2020/21.
| Голмани (GK) - 01 Микел Апелгрен - 12 Андреас Паличка - 12 Давид Шпет - 12 Николас Кациђанис Лева крила (LW) - 03 Уве Генсхајмер - 17 Џери Толбринг Десна крила (RW) - 24 Патрик Гроецки Пивоти (P) - 33 Имир Орн Гисласон - 36 Јеспер Нилсен - 80 Јаник Колбахер | Леви бек (LB) - 09 Маит Патраил - 19 Филип Ахунсу - 20 Илија Абутовић - 65 Лукас Нилсон Средњи бек (CB) - 02 Енди Шмид - 08 Роман Лагард Десни бек (RB) - 05 Нилас Киркелеке - 23 Албин Лагергрен |

## Трансфери договорени за сезону 2021/22.
| - Јури Кнор (CB) (из Миндена) | Напуштају Рајн-Некар |